# マーティン・スコセッシ 私のイタリア映画旅行
『マーティン・スコセッシ 私のイタリア映画旅行』（マーティン・スコセッシ わたしのイタリアえいがりょこう、英: My Voyage to Italy、伊: Il mio viaggio in Italia、1999年）は、高く評価されているイタリア系アメリカ人映画監督マーティン・スコセッシが個人的立場から作ったドキュメンタリー映画。

## 概要
この映画はイタリア映画史をめぐる旅であり、スコセッシに影響をあたえた映画群に着目しており、そしてとりわけイタリア・ネオリアリズムの時期の作品を取り上げている。
ロベルト・ロッセリーニの数々の映画が、このドキュメンタリー全体で論じられる映画の半分を占めており、ロッセリーニがイタリアの映画と映画史に与えた大きな影響を主な話題にしている。ほかにはヴィットリオ・デ・シーカ、ルキノ・ヴィスコンティ、フェデリコ・フェリーニ、ミケランジェロ・アントニオーニといった監督たちが言及されている。
本作品は1999年に4時間の長さで封切られた。

## 扱われる映画
- ロベルト・ロッセリーニ作品
  - 『無防備都市』（1945）『戦火のかなた』（1946年）『ファンタジア・ソット・マリーナ』（1940年）『イタリア旅行』 （1954）『ラPRISEデpouvoirパールイ』監督（1966年）『ドイツ零年』（1947年）『ミラクル』（1948）『ストロンボリ』（1950年）『神の道化師、フランチェスコ』（1950）『ヨーロッパ一九五一年』監督（1952年）
- アレッサンドロ・ブラゼッティ作品
  - 『1860』（1934年）『ファビオラ』（1947年）『鉄王冠』（1941）
- ジョヴァンニ・パストローネ作品
  - 『Cabiria』監督（1914年）
- ヴィットリオ・デ・シーカ作品
  - 『自転車泥棒』（1948年）『靴磨き』（1946）『ウンベルトD』（1952）『屋根』（1956）『二人の女性』（1961）『悲しみの青春』（1970）『ナポリのゴールド』（1954）
- ジャン・ルノワール作品
  - 『どん底』（1936年）
- ルキノ・ヴィスコンティ作品 
  - 『揺れる大地』（1948年）『夏の嵐』（1954年）『郵便配達は二度ベルを鳴らす』（1943年）『栄光の日々』 （1945）『ベリッシマ』（1951年）
- フェデリコ・フェリーニ作品
  - 『青春群像』（1953）『道』（1955年）『カビリアの夜』 （1957）『甘い生活』（1960年） 『8 1/2』（1963年）
- ピエトロ・ジェルミ作品
  - 『イタリア風離婚』（1961）
- ミケランジェロ・アントニオーニ作品
  - 『情事』（1960年）『夜』（1961年)『太陽はひとりぼっち』 (1962年)